# Burg Sternenfels
Die Burg Sternenfels ist eine abgegangene Höhenburg auf dem 375 m hohen Schlossberg der Gemeinde Sternenfels im Enzkreis in Baden-Württemberg.

## Geschichte
Die Burg wurde Anfang des 13. Jahrhunderts von den Herren von Sternenfels als Stammsitz erbaut und 1232 erwähnt. Nachdem die Burg an die Herren von Liebenstein gegangen war, wurde sie 1320 an Württemberg verpfändet. Bevor die Burg 1778 abgerissen und bis 1780 abgetragen wurde, diente sie im 17. Jahrhundert als Sitz eines Forstknechts und als Gefängnis für Wilderer.
Die Burg, von der heute nur noch Wall und Graben erhalten ist, wurde aus weißem Stubensandstein erbaut.
Ein erster Aussichtsturm wurde 1866 errichtet, welcher baufällig wurde und 1966 gesprengt werden musste. Ein Jahr später, 1967, wurde auf dem Schlossberg ein 14 Meter hoher Wasserturm mit Aussichtsplattform im Stile eines Bergfrieds errichtet. Im Turm befindet sich eine Ausstellung zur Geschichte der Herren von Sternenfels und zur Geologie von Stromberg und Heuchelberg.